# Carl von Haynau
Wilhelm Carl von Haynau, född den 24 december 1779 i Hanau, död den 21 januari 1856 i Kassel, var en kurhessisk friherre och militär.

## Biografi
Carl von Haynau var utomäktenskaplig son till kurfurst Vilhelm I av Hessen-Kassel och modern var dennes mätress Rosa Dorothea Ritter. Han var vidare bror till Julius Jakob von Haynau och far till Eduard von Haynau.
Carl von Haynau blev 1847 pensionerad som generallöjtnant efter långvarig tjänstgöring i hessiska armén, men utsågs trots sin höga ålder och bräcklighet under 1850 års författningsstrider till hessiska arméns överbefälhavare (30 september) med order att kuva folkrörelserna i Kassel. De flesta officerarna vägrade honom emellertid lydnad och begärde sitt avsked (9 oktober), under det att ständerutskottet anklagade honom inför generalauditoriatet för högförräderi. Han drog sig därefter snart tillbaka till privatlivet.